# Johann Adolf Ludwig Werner

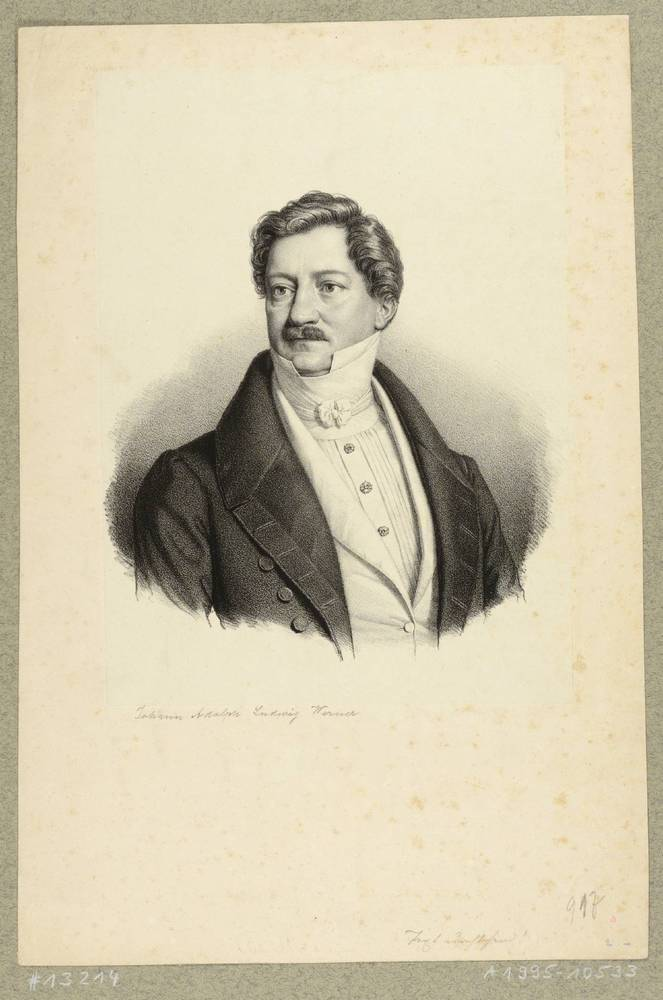
Johann Adolf Ludwig Werner (um 1850)

Johann Adolf Ludwig Werner (* 11. Februar 1794 in Vielau; † 17. Januar 1866 in Dessau) führte 1830 Mädchenturnen als Erster in Deutschland (Dresden) ein. Es gelang ihm auch während der Turnsperre, Turnen systematisch in Deutschland durchzuführen, da er es als Gymnastik nicht revolutionär, sondern gesundheitlich und pädagogisch definierte. 1839 gründete er die erste Sportlehrerausbildungsstätte in Deutschland.

## Leben
Nach dem Besuch des Lyzeums in Zwickau studierte er in Leipzig Theologie. Das Studium brach er jedoch nach der Völkerschlacht ab und schloss sich als Freiwilliger der sächsischen Armee an. Im besetzten Nordfrankreich lernte er die französische Fechtkunst, Schwimmen, Bogenschießen und verschiedene Bewegungsspiele. 1817 wurde er als Ausländer zum Maitre dans l’art d’escrime ernannt, was dazu führte, dass er als Fechtmeister seines Regiments und später als Leutnant der Sächsischen Armee allen Offizieren und Unteroffizieren Fechtunterricht erteilte. 1820 wurde er der Universitätsfechtlehrer der Universität Leipzig.  Hier hörte er zusätzlich Anatomie und Physiologie und unterrichtete zusätzlich an Leipziger Schulen militärische Gymnastik. Auf Werner geht der Begriff Heilgymnastik zurück. Aus finanziellen Gründen wechselte er 1826 als Postmeister nach Kamenz, ehe er 1830 eine private Schule als Gymnastiklehrer in Dresden eröffnete. Hier begann er mit dem  Mädchenturnen, wozu er auch ein sehr übungsreiches Lehrbuch veröffentlichte. In Anerkennung seiner Verdienste verlieh ihm die Philosophische Fakultät der  Universität Jena 1837 die Ehrendoktorwürde. Die Nachfolge als Universitätsfechtmeister in Leipzig trat Gustav Berndt 1826 an. Zum 1. April 1839 endete Werners freiberufliche Tätigkeit, die er sich als Vater von 12 Kindern (verheiratet mit Auguste v. Carlowitz) nicht länger leisten konnte. Er wurde in Dessau der Verantwortliche für Leibesübungen aller Art im anhalt-dessauischen Staatsdienst. Hier legte er 1839 einen großen Turnplatz an und eröffnete 1840 eine Gymnastische Akademie für Jungen und Mädchen. 1839 gründete er die erste Sportlehrerausbildungsstätte in Deutschland, nämlich die Herzoglich Anhalt-Dessauische Normalschule zur Ausbildung gymnastischer Lehrer zu Dessau. Hier wirkte er bis zu seiner Pensionierung 1863 und erhielt den Rang (und die Bezahlung) eines Professors.

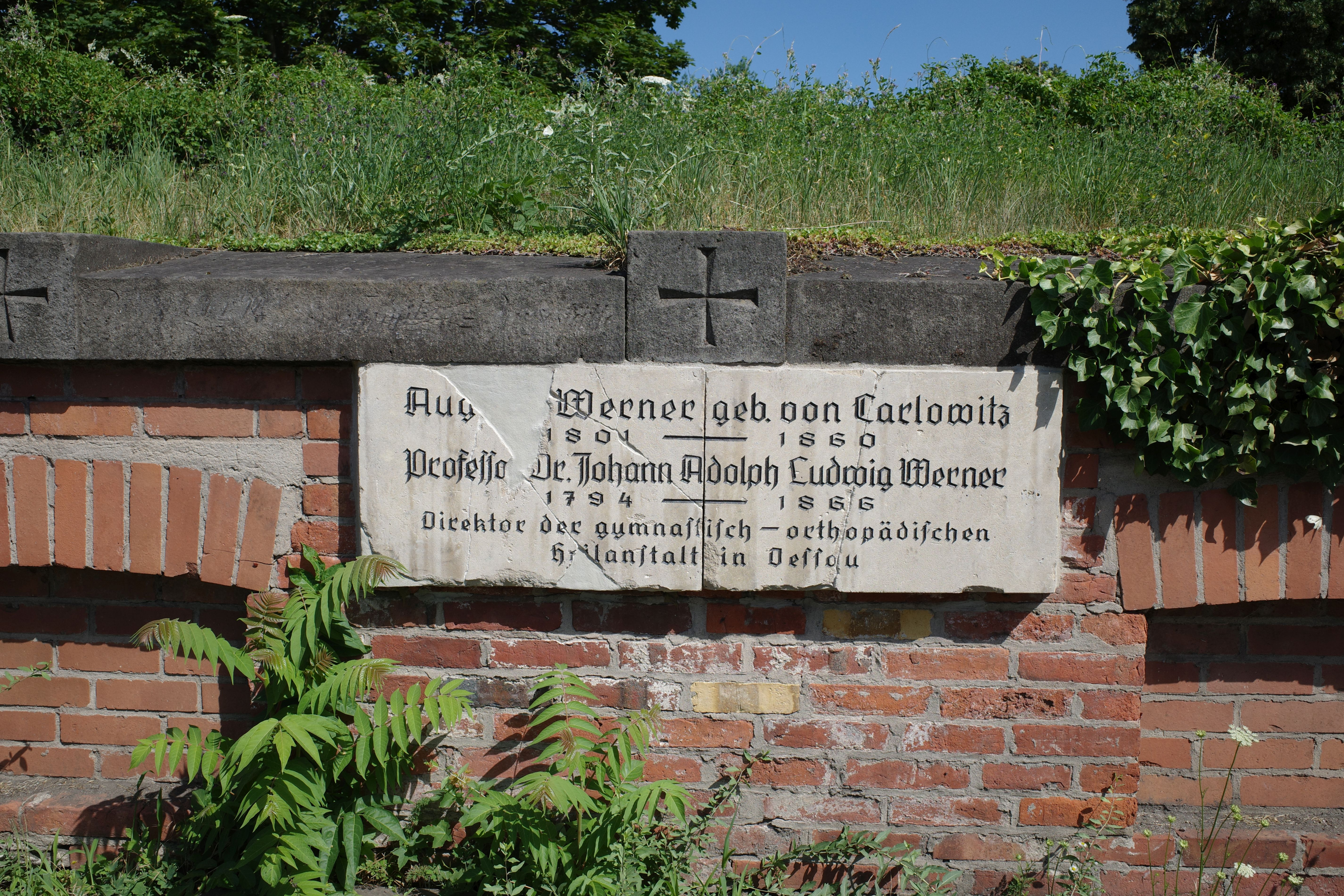
Ruhestätte in Dessau

Werner ist durch die französische Diskussion um orthopädische Gymnastik für Mädchen beeinflusst und steht in seinem gesundheitlich-militärischen Übungsgut Pehr Henrik Ling näher als Friedrich Ludwig Jahn. Durch seine enge Verzahnung mit der Armee als Leutnant, die andere Terminologie (Gymnastik statt Turnen) und die Nähe zum Fürstenhaus, deren Kinder und Enkel er in den Leibesübungen schulte, war er durch die Turnsperre ähnlich wie  Bernhard Christoph Faust in Bückeburg nicht betroffen. Jahn äußerte sich abfällig über ihn: „Der Manschettenturner, der Nacketeigymnastiker Werner wird als in Dessau seinen Unfug zur Unschule ausbilden.“ Diese Position ist von vielen späteren Turnhistorikern übernommen worden. Erst in jüngerer Zeit ist er als früher Vertreter des Mädchenturnens gewürdigt worden.

## Werke
- Versuch einer theoretischen Anweisung zur Fechtkunst im Hiebe. Hartmann, Leipzig 1824.
- Gymnastik für die weibliche Jugend oder weibliche Körperbildung für die Gesundheit, Kraft und Anmuth. Goedsche, Meißen 1834.
- Das ganze der Gymnastik oder ausführliches Lehrbuch der Leibeserziehung nach den Grundsätzen der besseren Erziehung zum öffentlichen und besonderen Unterricht. Goedsche, Meißen 1834.
- Die reinste Quelle jugendlicher Freuden oder 300 Spiele zur Ausbildung des Geistes, Kräftigung des Körpers und zur geselligen Erheiterung im Freien wie im Zimmer. Arnold, Dresden 1835.
- Amöna oder das sicherste Mittel, den weiblichen Körper für seine naturgemäße Bestimmung zu bilden und zu kräftigen. Arnold, Leipzig 1837.
- Medicinische Gymnastik oder die Kunst, verunstaltete und von ihren natürlichen Form- und Lageverhältnissen abweichende Theile des menschlichen Körpers nach anatomischen und physiologischen Grundsätzen in die ursprünglichen Richtungen zurückzuführen und darin zu kräftigen. Arnold, Leipzig 1838.
- Die Herzogliche gymnastisch-orthopädische Heilanstalt zu Dessau und respective mein vierzigjahriges Wirken auf dem Felde der Orthopädie, Dessau : H. Heybruch'sche Hofbuchdruckerei, 1859.